# Ane Dahl Torp
Ane Dahl Torp (Bærum, 1 de agosto de 1975) es una actriz noruega. Ganó el Premio Hedda en 2012 y 2016. Ha recibido varias veces el Premio Amanda, una vez el Premio del Cine del Pueblo Noruego y una vez el Premio Gullruten.

## Biografía
Nacida el 1 de agosto de 1975,  en Bærum. Es hija del profesor de lingüística noruego Arne Torp y de Berit Helene "Bitte" Dahl, tiene una hermana Åsne Dahl Torp.
Torp estudió en la Academia Nacional Noruega de Artes Dramáticas (1996-1999). Habla con fluidez Noruego, Inglés, Sueco y conocimiento general de Danés, Alemán, Francés y Ruso.
En el 2007 se casó con el músico Sjur Miljeteig, la pareja tiene dos hijos: un hijo, Sigurd Torp (nacido en 2010) y una hija, Liv Torp (nacida en 2012).

## Trayectoria
Torp trabajó en el Teatret Vårt de Molde de 1999 a 2001, donde interpretó el papel principal en Hedda Gabler de Henrik Ibsen. En el 2000 se unió al elenco principal de la miniserie dramática Fire høytider donde dio vida a Hanne Åsland. A partir de 2002, trabajó en el Det Norske Teatret , donde interpretó a Masha en La gaviota de Chéjov (2003), varios papeles en Un sueño de Strindberg (2004), Siss en El castillo de hielo de Vesaas, Strofe en El amor de Fedra de Sarah Kane (2005) y Maggie en La gata sobre el tejado de zinc de Tennessee Williams (2007).
En 2006 dio vida a Nina Skåtøy, una miembro del grupo marxista-leninista en la película Gymnaslærer Pedersen.
En el 2013 se unió al elenco recurrente de la serie sueca Morden i Sandhamn donde interpreta a Pernilla Andreasson, la esposa del inspector de la policía Thomas Andreasson (Jakob Cedergren), hasta ahora.  
Debutó como directora y dramaturga con una nueva interpretación de Haugtussa de Arne Garborg en 2013 con la colaboración de Erik Ulfsby. En esta obra, también colaboró su esposo, Sjur Miljeteig, quien compuso e interpretó la música, y Torp recibió el Premio Conmemorativo Aksel Waldemar por su labor. Ella y Miljeteig volvieron a colaborar en Solaris korrigert (Det Norske Teatret 2015), obra que recibió tres premios del Premio Hedda: Mejor Interpretación, Mejor Diseño Audiovisual (Miljeteig) y Mejor Interpretación Femenina (Torp).
En 2015 se unió al elenco de la película Bølgen (en inglés, The Wave) donde dio vida a Idun Karlsen, la esposa del geólogo Kristian Eikjord (Kristoffer Joner).

## Filmografía

### Series de televisión
| Año             | Título                      | Personaje                | Notas                           |
| --------------- | --------------------------- | ------------------------ | ------------------------------- |
| 2000            | Fire høytider               | Hanne Åsland             | 5 episodios - miniserie         |
| 2004            | Hos Martin                  | Vendedora                | episodio "Ikke i kveld, kjære"  |
| 2004            | Svarte penger, hvite løgner | Trude Eriksen            | -                               |
| 2007            | Kodenavn Hunter             | Gisela Søderlund / Kikki | 6 episodios                     |
| 2008            | Kodenavn Hunter 2           | Gisela Søderlund         | episodio # 2.2                  |
| 2009            | En god nummer to            | Amanda Dybendahl Toft    | 8 episodios                     |
| 2011            | Dag                         | Mujer en la Carrera      | episodio "Hevneren fra Holmlia" |
| 2013 - presente | Morden i Sandhamn           | Pernilla Andreasson      | 9 episodios                     |
| 2015            | Okkupert                    | Bente Norum              | 10 episodios                    |

### Películas
| Año  | Título               | Personaje    | Notas |
| ---- | -------------------- | ------------ | --- |
| 2006 | Gymnaslærer Pedersen | Nina Skåtøy  | junto a Kristoffer Joner, Anne Ryg, Jan Gunnar Røise, Stig Henrik Hoff, Fridtjov Såheim y Jon Øigarden              |
| 2015 | Bølgen               | Idun Karlsen | junto a Kristoffer Joner, Thomas Bo Larsen, Mette Horn, Fridtjov Såheim, Jonas Hoff Oftebro y Edith Haagenrud-Sande |
| 2018 | Skjelvet             | Idun Karlsen | junto a Kristoffer Joner, Jonas Hoff Oftebr y Edith Haagenrud-Sande                                                 |

### Directora y escritora
| Año  | Título    | Notas                                                          |
| ---- | --------- | -------------------------------------------------------------- |
| 2013 | Haugtussa | obra de teatro - escritora y codirectora - junto a Erik Ulfsby |

### Narradora
| Año  | Título   | Notas      |
| ---- | -------- | ---------- |
| 2015 | Gulosten | documental |

### Teatro
| Año  | Obra                  | Personaje    | Director         | Teatro             | Notas  |
| ---- | --------------------- | ------------ | ---------------- | ------------------ | ------ |
| 2013 | Haugtussa             | -            | Erik Ulfsby      | -                  | [ 19 ] |
| 2013 | Over Open Avgrunn     | -            | Uwe Cramer       | Det Norske Teatret | [ 20 ] |
| -    | Cat On A Hot Tin Roof | Maggie       | -                | -                  | [ 21 ] |
| -    | Hedda Gabler          | Hedda Gabler | -                | -                  | [ 22 ] |
| -    | Antigone              | Ismene       | -                | -                  | [ 23 ] |
| -    | The Seagull           | Masha        | -                | -                  | -      |
| -    | Oleanna               | Carol        | -                | -                  | -      |
| -    | Fireface              | Olga         | -                | -                  | -      |
| -    | Boeing Boeing         | Gretchen     | -                | -                  | -      |
| 2015 | Solaris Korrigert     | -            | -                | Det Norske Teatret | [ 1 ]  |
| 2015 | Mutter Courage        | -            | Lars-Ole Walburg | -                  | -      |

## Premios y nominaciones
| Año  | Categoría               | Premio                                   | Película                    | Resultado |
| ---- | ----------------------- | ---------------------------------------- | --------------------------- | --------- |
| 2004 | Best Actress            | Amanda Award                             | Svarte penger, hvite løgner | Ganadora  |
| 2004 | -                       | Norwegian Audience Award                 | -                           | Ganadora  |
| 2006 | Best Actress            | Amanda Award                             | Gymnaslærer Pedersen        | Ganadora  |
| 2006 | EFP Shooting Star       | Berlin International Film Festival Award | -                           | Ganadora  |
| 2007 | Best Actress            | Amanda Award                             | Uro                         | Nominada  |
| 2008 | Best Supporting Actress | Amanda Award                             | Lønsj                       | Ganadora  |
| 2012 | Best Actress            | Heddaprisen Award                        | The Good Person of Szechwan | Ganadora  |